# Ujiie Yukihiro
Ujiie Yukihiro est un nom japonais traditionnel ; le nom de famille (ou le nom d'école), Ujiie, précède donc le prénom (ou le nom d'artiste).
Ujiie Yukihiro (氏家 行広, 1546 - 4 juin 1615) est un samouraï et seigneur féodal japonais de la fin de l'époque Sengoku au début de l'époque d'Edo, aussi connu sous le nom Ogino Douki (荻野道喜).

## Biographie
Second fils d'Ujiie Naotomo, un des membres du « triumvirat de Mino », son frère ainé est Ujiie Naomasa et son frère cadet Ujiie Yukitsugu. 
Au service de Toyotomi Hideyoshi, il reçoit un fief dans la province d'Ise. Il combat pour Ishida Mitsunari lors de la bataille de Sekigahara et est ensuite dépossédé. En 1614, il se joint aux défenseurs du château d'Osaka puis est tué à l'issue de la campagne d'été d'Osaka.
Après la mort de son père au premier siège de Nagashima en 1571, son frère ainé Naomasa prend la tête de la famille Ujiie et continue son service auprès d'Oda Nobunaga.
À la suite de l'incident du Honnō-ji, la famille Ujiie est au service de Nobutaka, troisième fils de Nobunaga mais lorsque Nobutaka s'oppose à Hashiba Hideyoshi, elle se met au service de Toyotomi Hideyoshi. En raison de la mort de Naomasa de maladie en 1583, Yukihiro devient le chef de famille Ujiie.

## Source de la traduction
- (en) Cet article est partiellement ou en totalité issu de l’article de Wikipédia en anglais intitulé « Ujiie Yukihiro » (voir la liste des auteurs).